# Associazione Calcio Brescia 1963-1964
Questa pagina raccoglie i dati riguardanti l'Associazione Calcio Brescia nelle competizioni ufficiali della stagione 1963-1964.

## Stagione
Il Brescia ha partecipato al campionato di Serie B 1963-1964, piazzandosi al settimo posto in classifica con 40 punti, nonostante fosse partito con sette punti di penalizzazione inflitta al termine del precedente campionato, senza la quale sarebbe stato promosso in Serie A. Il torneo è stato vinto dal Varese con 51 punti, promosso a braccetto di Cagliari secondo co 49 punti e Foggia terzo con 46 punti, sono retrocessi il Prato con 31 punti, l'Udinese con 29 punti ed il Cosenza con 26 punti.
L'obiettivo della società è la salvezza, stante la pesante penalizzazione, e per ottenerla il Brescia si affida al bresciano Renato Gei. Sono ceduti Pino Moschioni al Foggia, Faustino Turra al Catania, Severino Lojodice al Monza e Giuseppe Recagno alla Pro Patria. Arrivano a Brescia Azeglio Vicini dalla Sampdoria e Gino Raffin dal Venezia. Nonostante il raggelante esordio di Varese (4-0) contro una neopromossa, le rondinelle disputano una super stagione sfiorando la promozione. Sul campo le rondinelle hanno conquistato 47 punti, vale dire uno in più del Foggia promosso come terza. Nel finale del torneo, Renato Gei fa esordire un'ala piccola di statura ma talentuosa: Egidio Salvi, destinato a diventare un idolo dei tifosi bresciani. Miglior marcatore bresciano per questa stagione Gigi De Paoli con 16 reti, secondo nella classifica dei marcatori della Serie B, dietro a Romano Taccola del retrocesso Prato, ma autore di 19 reti. In Coppa Italia la squadra viene eliminata al primo turno dal Genoa.

## Rosa
| N. |                   | Ruolo | Calciatore         |
| -- | ----------------- | ----- | ------------------ |
|    | Italia (bandiera) | P     | Luigi Brotto       |
|    | Italia (bandiera) | D     | Bernardino Busi    |
|    | Italia (bandiera) | D     | Romano Di Bari     |
|    | Italia (bandiera) | D     | Alberto Fumagalli  |
|    | Italia (bandiera) | D     | Carlo Lancini      |
|    | Italia (bandiera) | D     | Ferdinando Mangili |
|    | Italia (bandiera) | D     | Eugenio Rizzolini  |
|    | Italia (bandiera) | D     | Giancarlo Vasini   |
|    | Italia (bandiera) | C     | Ottavio Bianchi    |

| N. |                   | Ruolo | Calciatore         |
| -- | ----------------- | ----- | ------------------ |
|    | Italia (bandiera) | C     | Armando Favalli    |
|    | Italia (bandiera) | C     | Fermo Favini       |
|    | Italia (bandiera) | C     | Egidio Salvi       |
|    | Italia (bandiera) | C     | Azeglio Vicini     |
|    | Italia (bandiera) | A     | Camillo Baffi      |
|    | Italia (bandiera) | A     | Virginio De Paoli  |
|    | Italia (bandiera) | A     | Renato Mola        |
|    | Italia (bandiera) | A     | Abbondanzio Pagani |
|    | Italia (bandiera) | A     | Gino Raffin        |

## Risultati

### Serie B

#### Girone di andata
| Arbitro: | Monti (Ancona) |

|                                     |           |  |
| Spelta 11’, 76’ Traspedini 44’, 67’ | Marcatori |  |

| Arbitro: | Samani (Trieste) |

|                       |           |  |
| Pagani 29’ Raffin 32’ | Marcatori |  |

| Arbitro: | Rancher (Roma) |

|            |           |                       |
| Longhi 43’ | Marcatori | 48’ Pagani 88’ Raffin |

| Potenza 6 ottobre 1963 4ª giornata | Potenza        | 0 – 0 | Brescia | Stadio Alfredo Viviani\| Arbitro: \| Pieroni (Roma) \| |
| Arbitro:                           | Pieroni (Roma) |       |         |                                                        |

| Arbitro: | Politano (Cuneo) |

|                                                   |           |  |
| De Paoli 19’ Raffin 42’ 59’ Pagani 64’ Raffin 69’ | Marcatori |  |

| Arbitro: | Samani (Trieste) |

|              |           |           |
| De Paoli 47’ | Marcatori | 35’ Fogar |

| Arbitro: | Sebastio (Taranto) |

|          |           |                 |
| Joan 63’ | Marcatori | 58’ 84’ Bianchi |

| Arbitro: | Rigato (Mestre) |

|                                          |           |  |
| De Paoli 20’ (rig.) Raffin 29’ Baffi 52’ | Marcatori |  |

| Venezia 17 novembre 1963 9ª giornata | Venezia                      | 0 – 0 | Brescia | Stadio Pierluigi Penzo\| Arbitro: \| De Robbio (Torre Annunziata) \| |
| Arbitro:                             | De Robbio (Torre Annunziata) |       |         |                                                                      |

| Arbitro: | Bernardis (Trieste) |

|              |           |             |
| De Paoli 66’ | Marcatori | 26’ Gambino |

| Arbitro: | Monti (Ancona) |

|  |           |                               |
|  | Marcatori | 59’ Raffin 65’ (aut.) Rancati |

| Arbitro: | Roversi (Bologna) |

|                        |           |  |
| Vicini 18’ Bianchi 66’ | Marcatori |  |

| Prato 15 dicembre 1963 13ª giornata | Prato          | 0 – 0 | Brescia | Stadio Lungobisenzio\| Arbitro: \| Barolo (Cuneo) \| |
| Arbitro:                            | Barolo (Cuneo) |       |         |                                                      |

| Arbitro: | Righetti (Torino) |

|                        |           |  |
| Pagani 8’ De Paoli 81’ | Marcatori |  |

| Arbitro: | Di Tonno (Lecce) |

|             |           |  |
| Bianchi 32’ | Marcatori |  |

| Arbitro: | Monti (Ancona) |

|            |           |                         |
| Vanara 66’ | Marcatori | 78’ Raffin 83’ De Paoli |

| Arbitro: | Ferrari (Milano) |

|                       |           |            |
| Raffin 5’ Bianchi 76’ | Marcatori | 83’ Gerosa |

| Arbitro: | Roversi (Bologna) |

|           |           |                                       |
| Gatti 73’ | Marcatori | 5’ Raffin 9’, 79’ De Paoli 87’ Pagani |

| Arbitro: | Sebastio (Taranto) |

|              |           |                           |
| De Paoli 88’ | Marcatori | 49’ Innocenti 80’ Clerici |

#### Girone di ritorno
| Arbitro: | Grignani (Milano) |

|           |           |  |
| Raffin 5’ | Marcatori |  |

| Monza 16 febbraio 1964 21ª giornata | Simmenthal-Monza   | 0 – 0 | Brescia | Stadio Città di Monza\| Arbitro: \| Angelini (Firenze) \| |
| Arbitro:                            | Angelini (Firenze) |       |         |                                                           |

| Arbitro: | Pieroni (Roma) |

|                                                    |           |  |
| De Paoli 16’, 33’, 78’ Bianchi 44’ Pagani 49’, 55’ | Marcatori |  |

| Arbitro: | Bernardis (Trieste) |

|                 |           |  |
| Pagani 32’, 72’ | Marcatori |  |

| Arbitro: | Angonese (Mestre) |

|                                  |           |  |
| Ghersetich 10’ Vasini 67’ (aut.) | Marcatori |  |

| Arbitro: | Politano (Cuneo) |

|             |           |  |
| Maestri 88’ | Marcatori |  |

| Brescia 22 marzo 1964 26ª giornata | Brescia           | 0 – 0 | Verona | Stadio Mario Rigamonti\| Arbitro: \| Righetti (Torino) \| |
| Arbitro:                           | Righetti (Torino) |       |        |                                                           |

| Arbitro: | Gambarotta (Genova) |

|                                          |           |            |
| Torriglia 39’ Cappellaro 52’ Greatti 61’ | Marcatori | 77’ Vicini |

| Arbitro: | De Robbio (Torre Annunziata) |

|                               |           |  |
| De Paoli 25’, 32’ Favalli 53’ | Marcatori |  |

| Arbitro: | Rigato (Mestre) |

|            |           |             |
| Nocera 48’ | Marcatori | 79’ Bianchi |

| Arbitro: | Palazzo (Palermo) |

|                           |           |               |
| Bianchi 23’ Rizzolini 66’ | Marcatori | 18’ Cavallito |

| Arbitro: | De Robbio (Torre Annunziata) |

|           |           |  |
| Kölbl 50’ | Marcatori |  |

| Arbitro: | Rancher (Roma) |

|             |           |             |
| Bianchi 65’ | Marcatori | 42’ Taccola |

| Arbitro: | Marengo (Chiavari) |

|               |           |  |
| Mantovani 60’ | Marcatori |  |

| Arbitro: | Roversi (Bologna) |

|                |           |  |
| Tagliavini 65’ | Marcatori |  |

| Arbitro: | Pieroni (Roma) |

|                                                |           |  |
| Pagani 20’ Raffin 59’ De Paoli 64’, 80’ (rig.) | Marcatori |  |

| Arbitro: | Grignani (Milano) |

|            |           |           |
| Muzzio 44’ | Marcatori | 14’ Baffi |

| Arbitro: | Zanchi (Mestre) |

|           |           |          |
| Raffin 5’ | Marcatori | 10’ Cané |

| Arbitro: | Politano (Cuneo) |

|               |           |  |
| Innocenti 67’ | Marcatori |  |

### Coppa Italia
| Arbitro: | Palazzo (Palermo) |

|                      |           |                                    |
| Mola 33’ Pagani 100’ | Marcatori | 82’ Piaceri 93’ Bean 99’ Locatelli |

## Statistiche

### Statistiche di squadra
| Competizione | Punti | In casa | In casa | In casa | In casa | In casa | In casa | In trasferta | In trasferta | In trasferta | In trasferta | In trasferta | In trasferta | Totale | Totale | Totale | Totale | Totale | Totale | DR  |
| Competizione | Punti | G       | V       | N       | P       | Gf      | Gs      | G            | V            | N            | P            | Gf           | Gs           | G      | V      | N      | P      | Gf     | Gs     | DR  |
| ------------ | ----- | ------- | ------- | ------- | ------- | ------- | ------- | ------------ | ------------ | ------------ | ------------ | ------------ | ------------ | ------ | ------ | ------ | ------ | ------ | ------ | --- |
| Serie B      | 40    | 19      | 13      | 5       | 1       | 40      | 8       | 19           | 5            | 6            | 8            | 15           | 20           | 38     | 18     | 11     | 9      | 55     | 28     | +27 |
| Coppa Italia |       | 1       | 0       | 0       | 1       | 2       | 3       | -            | -            | -            | -            | -            | -            | 1      | 0      | 0      | 1      | 2      | 3      | -1  |
| Totale       |       | 20      | 13      | 5       | 2       | 42      | 11      | 19           | 5            | 6            | 8            | 15           | 20           | 39     | 18     | 11     | 10     | 57     | 31     | +26 |

### Statistiche dei giocatori
| Giocatore    | Serie B  | Serie B | Coppa Italia | Coppa Italia | Totale   | Totale |
| Giocatore    | Presenze | Reti    | Presenze     | Reti         | Presenze | Reti   |
| ------------ | -------- | ------- | ------------ | ------------ | -------- | ------ |
| C. Baffi     | 9        | 2       | -            | -            | 9        | 2      |
| O. Bianchi   | 33       | 9       | -            | -            | 33       | 9      |
| L. Brotto    | 38       | -28     | 1            | -3           | 39       | -31    |
| B. Busi      | 2        | 0       | 1            | 0            | 3        | 0      |
| V. De Paoli  | 37       | 16      | 1            | 0            | 38       | 16     |
| R. Di Bari   | 25       | 0       | 1            | 0            | 26       | 0      |
| A. Favalli   | 32       | 1       | 1            | 0            | 33       | 1      |
| F. Favini    | 5        | 0       | 1            | 0            | 6        | 0      |
| A. Fumagalli | 36       | 0       | -            | -            | 36       | 0      |
| C. Lancini   | 7        | 0       | -            | -            | 7        | 0      |
| F. Mangili   | 16       | 0       | 1            | 0            | 17       | 0      |
| R. Mola      | 1        | 0       | 1            | 1            | 2        | 1      |
| A. Pagani    | 36       | 10      | 1            | 1            | 37       | 11     |
| G. Raffin    | 34       | 13      | 1            | 0            | 35       | 13     |
| E. Rizzolini | 35       | 1       | -            | -            | 35       | 1      |
| E. Salvi     | 6        | 0       | -            | -            | 6        | 0      |
| G. Vasini    | 32       | 0       | 1            | 0            | 33       | 0      |
| A. Vicini    | 34       | 2       | 1            | 0            | 35       | 2      |